# Col de Verde
De Col de Verde is een bergpas op een hoogte van 1289 meter op het Franse eiland Corsica. De bergpas verbindt Ghisoni aan de noordzijde met Cozzano aan de zuidzijde. Tezamen met de Bavella, Vergio en Vizzavona vormt hij een van de vier grote Corsicaanse bergpassen die de hoofdkam van het eiland kruisen. Het is de tweede hoogste geasfalteerde doorgaande bergpas van Corsica.
De pas ligt op de oude route van Corte naar Sartène via de Bocca di Sorba (1311 m) en Col de la Vaccia. Deze "route des Trois Cols", nu D69, is nog steeds de kortste route tussen beide Corsicaanse stadjes, maar de route via de huidige T20 en T40 over de Col de Vizzavona (1163 m) en de Bocca di San Ghjorghju (747 m) is een stuk sneller. Hierdoor is het belang van de col, mede ook door zijn hoogte, teruggevallen.
De pas vormt de grens tussen het massief van de Monte Renoso in het westen en noordwesten en dat van de Alcudina in het zuidoosten. De pashoogte ligt op de grens van de waterscheiding tussen de Fium'Orbu in het noorden en de Taravo in het zuiden. Deze grens komt ook overeen met de grens tussen de streken Fiumorbo in het noorden en de Talavo (ook wel 'Haut-Taravo' genoemd) in het zuiden.